# Uniwersytet Pekiński

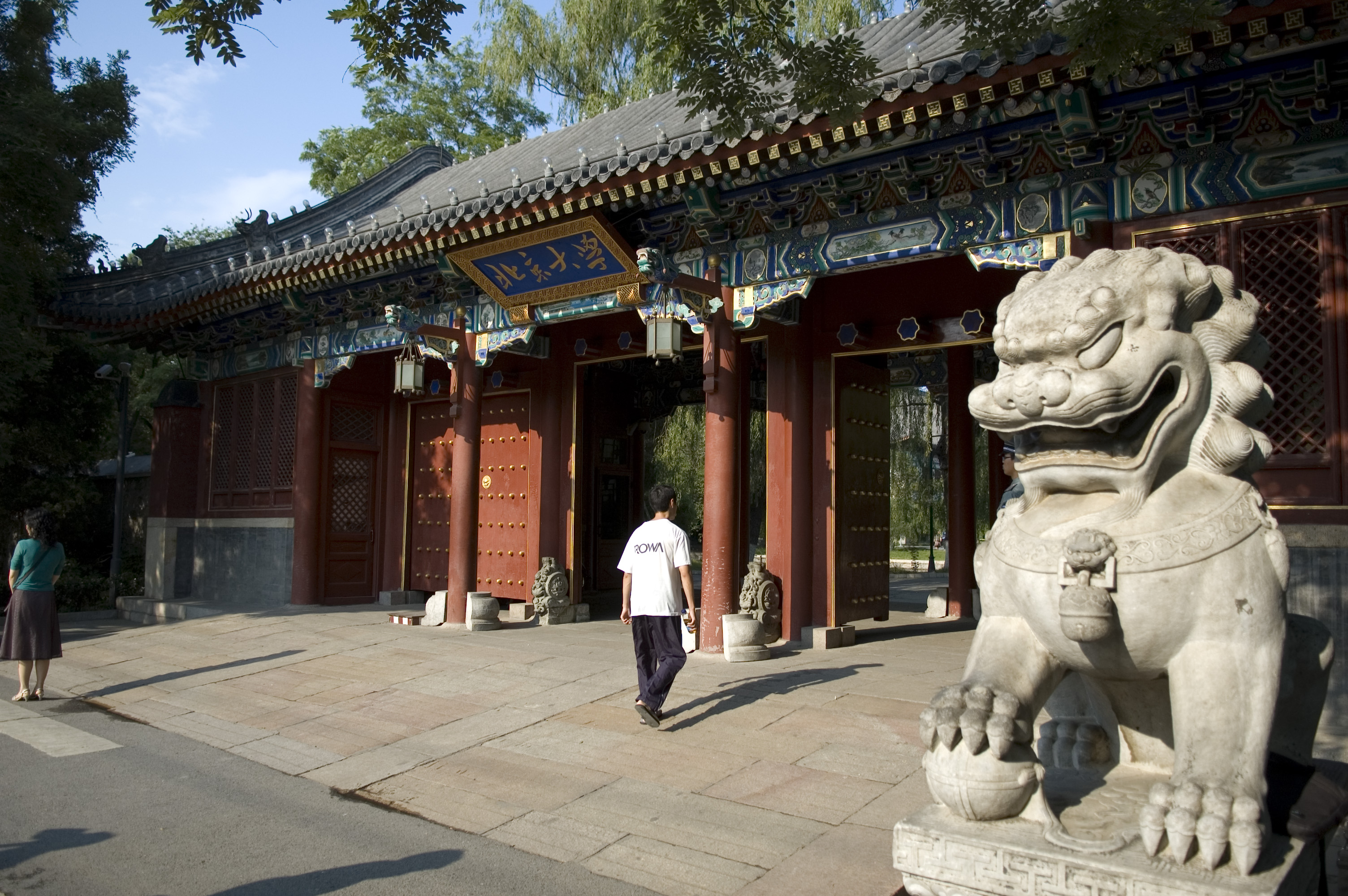
Wejście na Uniwersytet Pekiński

Uniwersytet Pekiński (chiń. upr. 北京大学; chiń. trad. 北京大學; pinyin Běijīng Dàxué; ang. Peking University, PKU), w skrócie Beida (北大) – jedna z najstarszych i najlepszych uczelni w Chinach. Założona w 1898 w czasie panowania dynastii Qing jako Cesarski Uniwersytet Pekiński (chiń. upr. 京师大学堂; chiń. trad. 京師大學堂; pinyin Jīngshī Dàxuétáng; ang. Imperial University of Peking). W 1912 zmieniono nazwę na Uniwersytet Pekiński.
W chińskich rankingach UP od lat utrzymuje się na szczycie. Uważa się, że jego ukończenie gwarantuje dobrą pracę w biznesie lub chińskiej administracji, dlatego o jedno miejsce ubiega się wielu kandydatów. UP jest również wysoko notowany w azjatyckich i światowych rankingach uczelni. Co roku stypendium na tym uniwersytecie otrzymuje również kilka osób z Polski, które przyjeżdżają do Chin na naukę języka.